# Тейлор, Кори
Ко́ри Тодд Те́йлор (англ. Corey Todd Taylor; род. 8 декабря 1973, Де-Мойн, Айова) — американский певец, более известный как фронтмен и вокалист групп Slipknot и Stone Sour.
Кори Тейлор начинал свою музыкальную карьеру с основания группы Stone Sour, которая на данный момент выпустила шесть студийных альбомов. В 1997 году присоединился к Slipknot в качестве вокалиста. Также он сотрудничал с такими исполнителями, как Junk Beer Kidnap Band, Apocalyptica, Anthrax, Staind, Soulfly, Korn и многими другими.

## Биография
Кори Тейлор родился в городе Де-Мойн (Айова), 8 декабря 1973. Его отец имеет немецкое происхождение, а мать — ирландское. 5 лет жил в городе Уотерлу (Айова), в месте, которое он позднее описал как «огромную дыру, окруженную высокими зданиями». Большую часть детства Кори воспитывался своей матерью-одиночкой и бабушкой.
В 1979 году, Тейлор вместе со своей матерью посмотрел научно-фантастический телесериал Бак Роджерс в XXV веке, что «заложило часть Slipknot в него». После Хэллоуина, когда Кори заинтересовался темой ужасов, масок и костюмов, бабушка познакомила его с миром рок-музыки и рок-н-ролла, показав ему свою коллекцию пластинок Элвиса Пресли с середины 50-х до конца 70-х годов. Особенно, он отметил для себя такие песни как «Teddy Bear», «In the Ghetto», и «Suspicious Minds», которые наиболее соответствовали его интересам. А в юношеском возрасте Кори начинает слушать ранние записи Black Sabbath.
Позднее Тейлор с матерью и сестрой жили в «старом полуразрушенном доме», осенний вид из его окна ассоциировался для Кори с обложками альбомов Black Sabbath. В десятилетнем возрасте начал курить, в двенадцатилетнем Кори впервые попробовал наркотики. Позднее он дважды попадал в больницу из-за передозировки кокаина. Вскоре он переезжает к своей бабушке. На тот момент она взяла над ним официальную опеку, для того чтобы у Кори появилась возможность доучиться в школе, которую, из-за частых переездов, он бросил после четвёртого класса и стала помогать развивать его талант, покупая ему музыкальное оборудование. Когда Тейлору исполнилось восемнадцать, он ушёл от бабушки и стал скитаться по разным местам, пока не обосновался в Де-Мойне.
Кори познакомился со своим отцом, уже будучи взрослым, и теперь они поддерживают отношения, хотя позднее он упомянул, что их пути «не пересекаются часто». 17 сентября 2002 у Кори и его невесты, Скарлетт Стоун, родился его первый сын Гриффин Паркер. У Кори также есть дочь по имени Анджелина, которая родилась 29 октября 1992 года. Тейлор и Стоун поженились 11 марта 2004, но три года спустя развелись. 13 ноября 2009 он вновь женился и его избранницей стала Стефани Луби. В конце 2017 года на своём Твиттере Тейлор заявил, что они разведены. 7 апреля 2019 года на его странице в Инстаграме было объявлено, что он помолвлен с создателем «Cherry Bombs» Алисией Дав.
Тейлор имел проблемы с алкоголем, которые его бывшая жена, Скарлетт, помогла ему пройти, также удержав его от совершения самоубийства. В 2006 году Кори рассказал MTV, что он пытался спрыгнуть с балкона восьмого этажа отеля Hyatt на бульваре Сансет в 2003 году, но «как-то Скарлетт остановила меня». Позднее Тейлор несколько опроверг свои слова в интервью для радио Kerrang! и заявил, что это был, по сути, его друг Том Хазард, который остановил его от прыжка. Скарлетт тогда сказала ему, что либо он должен бросить пить, либо она подаст на развод. Перед тем как Stone Sour начали запись альбома Come What(ever) May в январе 2006, Кори перестал злоупотреблять алкоголем, а в 2010 бросил пить.
3 августа 2009, он стал одним из организаторов премии Kerrang! Awards вместе с Скоттом Иэном из Anthrax.
Весь последующий год они работали организаторами премии Kerrang! Awards, где Кори также принял награду «K! Services to Metal award» от имени Пола Грея, который умер 24 мая 2010 года, после случайной передозировки морфина и фентанила из-за хронических проблем с сердцем. В сентябре 2010, Кори анонсировал свою первую книгу под названием «Seven Deadly Sins: Settling The Argument Between Born Bad And Damaged Good» которая была выпущена 21 июля 2011.
В 2013 году Кори выпустил вторую книгу-биографию, а в июле 2015 года выходит третья книга музыканта под названием «You’re Making Me Hate You: A Cantankerous Look At The Common Misconception That Humans Have Any Common Sense Left», в которой он, согласно анонсам, разносит всех и вся: коллег по сцене, состояние этой самой сцены, а также деградирующее современное общество в целом.
В 2016 году Тейлор снялся в фильме «Акулий торнадо 4: Пробуждение», где сыграл небольшую роль охранника гостиницы.
В 2020 году был записан и выпущен дебютный студийный альбом Тейлора — CMFT.

## Музыкальная карьера

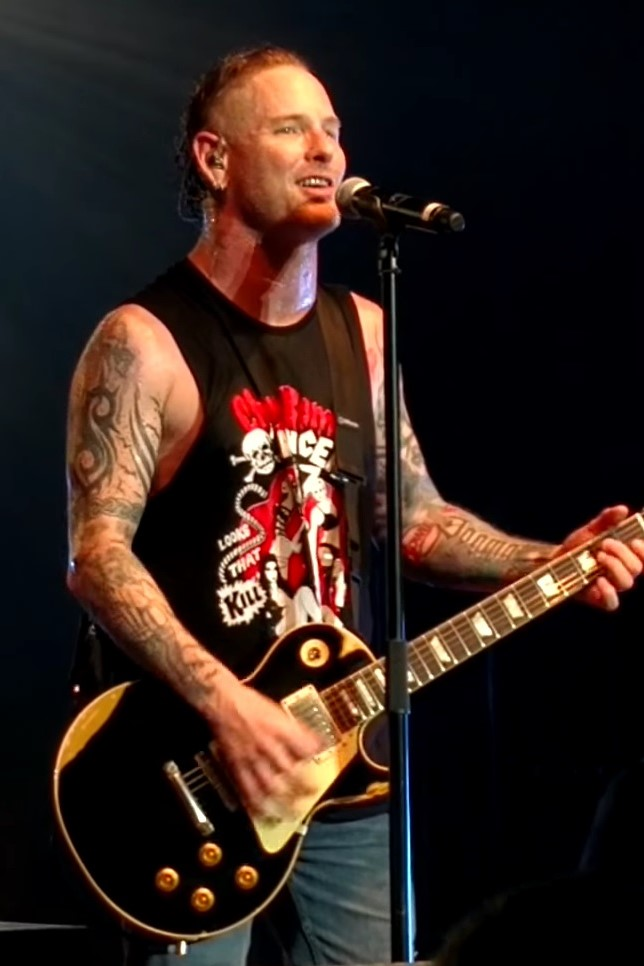

### Slipknot
В Де-Мойне Джои Джордисон, Шон Крейен и Мик Томсон пригласили Кори вступить в состав Slipknot. Он согласился поучаствовать в группе до конца тура, но закончилось все тем, что он стал их основным вокалистом. Из девяти членов Slipknot Кори был шестым, кто присоединился к группе.
Понимая, что Slipknot обладают большим коммерческим потенциалом, чем Stone Sour, Кори временно уходит из состава последней, несмотря на то, что в это время они записывали альбом с Шоном МакМэхоном. Первый концерт Тейлора с Slipknot состоялся 22 августа 1997 года, который, по мнению остальных участников группы, прошёл не слишком удачно. Во время этого концерта Кори был без собственной маски, но на его втором шоу, месяц спустя, у него появилась своя маска. Текущая маска Тейлора была описана Крисом Харрисом из MTV «как будто она была сделана из высушенных кусков человеческой плоти, как если бы Кожаное лицо использовал увлажняющий крем». Одна из старых масок с дредами теперь находится во владении Доминика Ховарда из британской рок-группы Muse, после того как они выступили вместе на Metalfest. Эту маску можно заметить на их концертном альбоме Hullabaloo. Одно время были слухи, что Ховард украл маску, но на самом деле он получил её от одного из фанатов.
Кори записывался с Slipknot с момента выпуска своего второго демоальбома, который был использован для продвижения группы среди лейблов и продюсеров. В качестве постоянного вокалиста, Тейлор вместе с группой записали дебютный одноимённый альбом в Индиго ранчо в Малибу, штат Калифорния, который был выпущен 29 июня 1999. Он занял первую позицию в чарте Top Heatseekers и стал дважды платиновым в США. В 2006 году он был включён в книгу «1001 Albums You Must Hear Before You Die». Кори обвинялся в нарушении авторских прав, в отношении текста песни «Purity», но в итоге по отношению к нему никаких мер принято не было. Тейлор с группой приступили к записи своего второго студийного альбома Iowa в 2001 году на студии Sound City в Ван-Найс, Лос-Анджелес, штат Калифорния. Он вышел 28 августа 2001 и занял первую позицию в чарте UK Albums Chart и третью позицию в чарте Billboard 200. Во время написания Vol. 3: The Subliminal Verses, Тейлор решил писать тексты без использования ненормативной лексики.Альбом занял вторую позицию на Billboard 200. All Hope Is Gone, вышедший в 2008 году, стал первым альбомом Slipknot, который занял первую позицию в чарте Billboard 200. После перерыва в 2014 году началась запись, увенчавшаяся релизом пятого альбома .5: The Gray Chapter. Альбом также занял первое место в Billboard 200.

### Stone Sour
Кори является одним из основателей американской альтернативной группы Stone Sour, вместе с барабанщиком Джоэлом Экманом и бас-гитаристом Шоном Экономаки. Позднее к ним присоединился Джим Рут. Группа записала демоальбом в 1992 году и ещё один в 1994. В 1997 году Тейлор уходит в Slipknot, несмотря на то, что группа записывала демоальбом с продюсером Шоном МакМэхоном в студии SR studios. Джим также ушёл в Slipknot в 1999 году и группа распалась. Спустя пять лет после ухода Кори группа вновь собралась в прежнем составе для записи дебютного альбома Stone Sour в 2002 году.
Альбом был выпущен 27 августа 2002 и занял 46 позицию в чарте Billboard 200. Их второй альбом, Come What(ever) May дебютировал на четвёртой позиции в том же чарте. Он был выпущен 1 августа 2006, и занял позиции в нескольких различных чартах. Во время записи альбома, барабанщик Джоэл Экман покинул группу по личным причинам. В результате, его заменил Рой Майорга 7 сентября 2010, группа выпустила свой третий студийный альбом Audio Secrecy. В 2012 году Кори анонсировал первый в истории группы, двойной концептуальный альбом под названием House of Gold & Bones. Во время записи альбомов группу неожиданно покинул бас-гитарист Шон Экономаки и группа была вынуждена прибегнуть к услугам Рейчела Болана Первая часть альбома была выпущена 22-23 октября 2012. Вторая часть вышла 9 апреля 2013 года. Концептуальная часть альбомов основана на небольшой истории, размещенной на буклетах и написанной Кори Тейлором. В поддержку альбома вышла также серия комиксов от студии Dark Horse Comics.
Кори появлялся в качестве приглашенного музыканта на альбомах таких групп как Soulfly, Apocalyptica и Damageplan. Он принимал активное участие в записи альбома Worship Music, трэш-метал группы Anthrax, но записи с ним так и не были выпущены. Тейлор также внёс свой вклад в проект Roadrunner United в 2005 году, выступая в качестве вокалиста на песне «Rich Man». Кори также появился на песнях «Death to All but Metal», «Eyes of a Panther» и «Asian Hooker» глэм-метал группы Steel Panther. О своём сотрудничестве с Steel Panther, Тейлор сказал следующее: «Честно говоря, это было прекрасное время, я люблю эту гребаную группу, и эти ребята просто удивительные».
В 2006 году Кори основал звукозаписывающую компанию Great Big Mouth Records. Он выступил в роли продюсера двух альбомов: одноимённого альбома группы Face Cage и мини-альбома Redemption группы Walls of Jericho, на котором также исполнил вокальные партии на песнях «Ember Drive», «My Last Stand» и «Addicted». В 2007 году он записался в песне «Repentance» из альбома Systematic Chaos группы Dream Theater. 13 января 2009 в интервью для журнала Billboard Кори заявил, что планирует записать сольный альбом. Также он рассказал что начал писать песни, которые «не похожи ни на один из его основных проектов», описав их как нечто среднее между Foo Fighters, Джонни Кэшем и Social Distortion.
30 марта 2009, Кори подтвердил что его сольный проект под названием Junk Beer Kidnap Band примет участие на Rockfest. Это первое выступление в качестве соло-артиста состоялось 24 апреля 2009 года в Де-Мойне.
В этом же году рэпер Tech N9ne подтвердил, что Кори примет участие в записи его альбома K.O.D., но позже отменил своё заявление, потому что Тейлор не устроил рэпера в вокальном плане.
Кори также признался, что пробовал выступить в качестве вокалиста группы Velvet Revolver, но «ничего из этого не получилось». Тем не менее, согласно недавней статье Billboard, вполне возможно, что он на самом деле может стать вокалистом Velvet Revolver, хотя никакого официального подтверждения не было сделано. Дафф МакКаган добавил, что они не могут ни «подтвердить или опровергнуть» членство Тейлора в группе, но считает, что это «вполне реальное дело». Слэш позднее объяснил что участие Кори в группе «было бы неправильным», несмотря на то, что он ему нравится. Тем не менее они записали вместе 10 песен, но барабанщик Мэтт Сорум заявил, что они вряд ли когда-нибудь будут выпущены. В вечернем шоу Марка Хоппуса, Кори заявил что он и МакКаган пишут вместе музыку для, возможно, новой супергруппы.
В 2010 году Кори записал песню «X-M@$», средства с продажи с которой будут перечисляться в фонд борьбы с раком у подростков. Сингл стал доступен 12 декабря 2010 и распространяется посредством цифровой дистрибуции. Песня заняла 37 позицию в чартах Великобритании.
Летом того же года Тейлор совместно с Аароном Льюисом в рамках поддержки его соло-альбома дали одно совместное акустическое шоу, где они дуэтом исполнили кавер-версии песен таких групп, как Pearl Jam, Pink Floyd и Alice In Chains. Видео с этого концерта можно найти на видеохостинге YouTube.
Также Кори поучаствовал в записи песни «On My Own» для сольного альбома Give the Drummer Some барабанщика Blink-182 Трэвиса Баркера.

## Стиль и влияние
Кори обладает баритоновым вокальным диапазоном и охватывает 2 с половиной — 3 октавы.
Первые два альбома Slipknot с Тейлором содержат нецензурную лексику. Многие критики утверждали, что при написании текстов он опирается исключительно на ненормативную лексику, однако третий альбом Slipknot — Vol. 3: The Subliminal Verses практически не содержит матерных слов (за исключением слова «Bitched» в песне «Duality» и «Bastard» во вступлении к песне «Pulse of the Maggots») и не имеет предупреждающей наклейки «Parental Advisory» на обложке диска. Вокал Тейлора был охарактеризован барабанщиком Джои Джордисоном как «действительно хорошее и мелодичное пение» по сравнению с предыдущим вокалистом Slipknot, Андерсом Колсефни. Вокальный стиль Кори, который содержит в себе пение, харш и речитатив, позволил ему разместиться на 86-й позиции в хит-параде «Топ-100 Метал-вокалистов всех времен» журнала Hit Parader. Кори Тейлора часто сравнивают с такими вокалистами, как Айвен Муди, Джон Буш и Фил Ансельмо.
Два основных проекта Кори контрастируют на фоне друг друга. К примеру, Slipknot считается альтернативным металом, ню-металом и грув-металом, раскрывая темы ненависти, депрессии, вражды, гнева и бунта. Тогда как Stone Sour классифицируется по жанровой принадлежности как хард-рок, альтернативный метал, хэви-метал и пост-гранж, затрагивая в лирике песен тему любви и внутренних переживаний.
Среди любимых исполнителей Тейлор выделяет Alice In Chains, Faith No More, Mötley Crüe, Iron Maiden, Metallica, Nine Inch Nails, Dokken, The Misfits, Black Sabbath, Black Flag, Slayer, Def Leppard, Sex Pistols, Lynyrd Skynyrd, Cheap Trick, Pearl Jam, The Damned, The Cramps, Megadeth, Journey, Bob Dylan, Pantera и Korn, как повлиявших на его творчество.

## Дискография

### В составе групп
| Год  | Название                       | Ист.          |
| ---- | ------------------------------ | ------------- |
| 2002 | Stone Sour                     | [ 78 ] [ 79 ] |
| 2006 | Come What(ever) May            | [ 80 ] [ 81 ] |
| 2007 | Live in Moscow                 | [ 82 ] [ 83 ] |
| 2010 | Audio Secrecy                  | [ 84 ] [ 85 ] |
| 2012 | House of Gold and Bones Part 1 | [ 86 ] [ 85 ] |
| 2013 | House of Gold and Bones Part 2 | [ 86 ] [ 85 ] |
| 2015 | Meanwhile in Burbank           |               |
| 2016 | Straight Outta Burbank         |               |
| 2017 | Hydrograd                      |               |

| Год  | Название                      | Ист.                 |
| ---- | ----------------------------- | -------------------- |
| 1997 | Crowz                         |                      |
| 1998 | Slipknot Demo                 | [ 27 ] [ 27 ] [ 87 ] |
| 1999 | Slipknot                      | [ 88 ] [ 89 ]        |
| 2001 | Iowa                          | [ 90 ] [ 91 ]        |
| 2004 | Vol. 3: The Subliminal Verses | [ 92 ] [ 93 ]        |
| 2005 | 9.0: Live                     | [ 94 ] [ 95 ]        |
| 2008 | All Hope Is Gone              | [ 96 ] [ 97 ]        |
| 2012 | Antennas To Hell              | [ 98 ] [ 99 ]        |
| 2014 | .5: The Gray Chapter          |                      |
| 2019 | We Are Not Your Kind          |                      |
| 2022 | The End, So Far               |                      |

### Сольные синглы

#### В качестве ведущего артиста
| «X-M@$»                                                                             | 2010 | —  | 37 | 49 | 37 | внеальбомный сингл       |
| «From Can to Can’t» (совместно с Дэйвом Гроллом, Риком Нильсеном и Скоттом Ридером) | 2013 | 36 | 2  | 25 | —  | Sound City: Real to Reel |
| «—» означает, что альбом либо не попал в чарты, либо не был издан в данной стране.  |      |    |    |    |    |                          |

#### В качестве приглашенного артиста
| «Jumpdafuckup» (Soulfly совместно с Кори Тейлором)                                 | 2000 | —  | — | —  | —  | —   | Primitive       |
| «I’m Not Jesus» (Apocalyptica совместно с Кори Тейлором)                           | 2007 | 15 | 6 | 15 | 55 | 149 | Worlds Collide  |
| «Death to All but Metal» (Steel Panther совместно с Кори Тейлором)                 | 2009 | —  | — | —  | —  | —   | Feel the Steel  |
| «Wither» (Tech N9ne совместно с Кори Тейлором)                                     | 2015 | —  | — | —  | —  | —   | Special Effects |
| «Drugs» (Falling in Reverse совместно с Кори Тейлором)                             | 2019 | —  | — | —  | —  | —   | Drugs           |
| «—» означает, что альбом либо не попал в чарты, либо не был издан в данной стране. |      |    |   |    |    |     |                 |